# 殷兆鏞

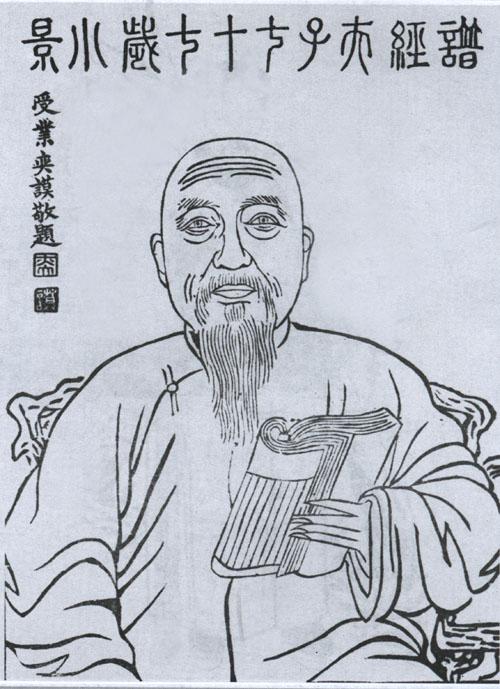
民國十六年（1927年）《殷谱经侍郎自订年谱》之殷兆镛像

殷兆镛（1806年—1883年），字谱经，一字序伯，江蘇吳江縣人，清朝政治人物。官至礼部侍郎。

## 生平
道光二十年（1840年）進士，選庶吉士，授翰林院編修，咸豐九年（1859年）署禮部侍郎。同治初，歷任詹事、内阁学士，署兵、礼等部侍郎。同治六年（1864年），出督安徽学政。次年实授礼部侍郎，历署兵部、工部侍郎。不久，授吏部侍郎，调户部，再调礼部。光绪七年，以病乞求罢官。光緒九年，過世。

## 軼事
擔任大理寺少卿時，曾彈劾黑龍江將軍奕山：「以邊地五千餘裡，藉稱閒曠，不候諭旨，拱手授人，始既輕諾，繼復受人所製，無能轉圜。」。

## 延伸阅读
[在维基数据编辑]
 《清史稿·卷422》，出自趙爾巽《清史稿》